# Почни спочатку
«Почни спочатку» (рос. «Начни сначала») — радянський музичний фільм 1985 року режисера Олександра Стефановича з Андрієм Макаревичем в головній ролі.

## Сюжет
Популярний автор і виконавець пісень — 26-річний Микола Ковальов (А. Макаревич) — переживає не найвдаліший період творчості. Щось сталося всередині (а може нічого і не було), і пояснення цьому немає, і співати не хочеться… Одного разу в метро випадок зводить Ковальова з юною Лізою з Підмосков'я. Дівчина не приховує захопленого схиляння перед своїм кумиром. І більш того — вона вступає у відкриту і азартну боротьбу за загальне визнання його таланту. Справа доходить до того, що чотирнадцятирічна дівчина потрапляє в камеру попереднього ув'язнення. Микола, звичайно, рятує Лізу від в'язниці, і пише першу пісню нового кола: «Я в сотий раз знову почну спочатку, поки не меркне світло, поки горить свічка…».

## У ролях
| Актор               | Роль                                 |
| ------------------- | ------------------------------------ |
| Андрій Макаревич    | бард Микола Ковальов                 |
| Мар'яна Полтєва     | прихильниця Миколи Ліза Царьонкова   |
| Ігор Скляр          | зірка естради Сергій Холодков        |
| Олександра Яковлєва | дівчина Миколи Ковальова Лєра        |
| Ролан Биков         | музичний критик Зуєв                 |
| Світлана Немоляєва  | член художньої ради Марія Миколаївна |
| Алла Мочернюк       | Діана                                |
| Мічіслав Юзовський  | співробітник редакції Мітя Юзов      |
| Іван Агафонов       | капітан міліції                      |
| В'ячеслав Спесивцев | режисер                              |
| Олександр Розенбаум | камео                                |
| Максим Леонідов     | камео                                |
| Тетяна Веденєєва    | камео                                |
| Михайло Свєтін      | актор (вокал: Олександр Кутіков)     |
| Зоя Василькова      | акторка                              |
| Ігор Кашинцев       | працівник телебачення                |
| Микола Корноухов    | алкоголік, затриманий в міліції      |
| Олександр Літовкин  | гість Миколи Толя                    |
| Алла Майкова        | гостя Миколи                         |
| Ян Янакієв          | звукорежисер                         |
| Олександр Іншаков   | гість Миколи                         |

## Знімальна група
- Режисер: Олександр Стефанович
- Сценарій: Олександр Бородянський, Олександр Стефанович
- Оператор: Володимир Клімов
- Художник: Віталій Гладников
- Композитор: Олександр Кутіков, Андрій Макаревич